# اشتادبردیموس
اشتادبردیموس (به لوکزامبورگی: Stadbriedemes) یک شهرداری در استان رمیش کشور لوکزامبورگ است که ۱۰٫۱۷ کیلومترمربع مساحت دارد و جمعیت آن در سال ۲۰۰۹ میلادی ۱۴۲۱ نفر بوده‌است.